# Lichter unter Wasser
Lichter unter Wasser ist der weltweit erste farbige Unterwasserfilm. Der Dokumentar-Stummfilm zeigt die Forschungen und die wissenschaftlichen Ergebnisse der Österreichischen Tyrrhenia-Expedition 1952. Es handelte sich um die Erforschung der Höhlen des Meeresgrundes an den Felsküsten des Tyrrhenischen Meeres.

## Produktion
Idee, Drehbuch und Schnitt: Rupert Riedl
Aufnahmen und Konstruktion der Unterwasserkameras: Kurt Schaefer
Hergestellt mit Unterstützung des Bundesministeriums für Unterricht und des Zoologischen Institutes der Universität Wien.
Expeditionsleiter: Rupert Riedl. Weitere Expeditionsmitglieder: Kurt Schaefer, Erich Abel, Kurt Russ und Ferdinand Starmühlner.
Die Premiere des Films fand am 16. Dezember 1952 im Auditorium maximum der Universität Wien statt. Unter den Gästen befand sich der Bürgermeister und Landeshauptmann von Wien Franz Jonas.
Der Film sollte 1953 als österreichischer Beitrag bei den Filmfestspielen von Venedig gezeigt werden. Dies wurde dann jedoch aus Kostengründen fallen gelassen.

## Handlung
Der Film zeigt zunächst die romantische Felsküste des Expeditionsgebietes, fährt hinunter an das Wasser, zeigt die ersten Meerestiere wie Krebse und Würmer, erläutert das Leben in den Flutseen und fährt dann unter den Meeresspiegel. Fische übernehmen die Führung bei der Entdeckungsreise, gleiten hinunter in die Tiefe, zeigen die Landschaft der Algenwälder. Die Kamera folgt einem Fisch durch die Algenwälder bis zu einem Höhleneingang. Hier treten die ersten Menschen ins Bild: Zwei Taucher bei Untersuchungen des Höhleneingangs und Blitzlichtaufnahmen des Bewuchses. Die beiden Taucher bringen ihre Sammlung hinauf zu einem wartenden Boot. In schneller Fahrt geht es zum Hauptlager am Ufer, wo die Korallen in Meerwasser-Aquarien gelegt werden. Durch die Glasscheibe werden die Funde studiert. Eine Anzahl von Forschern entschließt sich dazu, weiter in die Höhle einzudringen. Selbstgebaute Unterwasserscheinwerfer, Stromaggregate, Tauchgeräte und Kameras werden auf das Boot verladen, das wieder zur Höhle aufbricht. Das Forscherteam steigt in die Tiefe und dringt mit großen Unterwasserscheinwerfern in die Höhle ein. Forschungen werden durchgeführt und die Vielfalt von bunten Korallen, Schwammen und Moostieren wird in Film und Foto festgehalten. Proben werden gesammelt. Eine sehr lange Sequenz zeigt den bunten Bewuchs der Höhlenwände, teilweise mit Makroaufnahmen von Polypen.
Der Dokumentarfilm ist durchgängig ohne Ton. Er wurde während Vortragsveranstaltungen gezeigt, wo simultan Erläuterungen des Filmes durch den Vortragenden erfolgten.

## Technische Daten
Aufgenommen auf Kodachrome Positiv 16mm Film (Gesamt etwa 500 Meter).
Spieldauer 35 Minuten, einschließlich der Titel.